# ليندا إل. كيلي
ليندا إل. كيلي (بالإنجليزية: Linda L. Kelly)‏ هي محامية أمريكية، ولدت في 20 مايو 1949.